# Corbilo
Corbilo est le nom d’un site portuaire gaulois que la tradition géographique grecque localisait sur le cours de la Loire et qui à ce jour n’est pas identifié de façon certaine.

## Corbilo chez Polybe et Strabon
Ce nom est connu grâce à un passage de la Géographie de Strabon (livre IV, 2) :
(Il vient de parler de l’Aquitaine, de la Garonne, de Bordeaux et ajoute :)
La Loire a son embouchure entre les Pictons et les Namnètes. Sur ce fleuve existait autrefois une place commerciale, Corbilo, à propos de laquelle Polybe a dit, après avoir rappelé les fables forgées par Pythéas : « Un jour que les Massaliotes s’entretenaient avec Scipion, aucun d’entre eux ne put dire quoi que ce soit digne d’être rapporté en réponse aux questions de celui-ci sur la Bretagne, ni aucun de ceux de Narbonne, ni aucun de ceux de Corbilo, pourtant c’étaient les villes les plus importantes du pays : voilà, dans la fiction, jusqu’où va l’audace de Pythéas. ».
(Il revient ensuite à l’Aquitaine : La ville des Santons est Mediolanum).
Strabon nous apprend, sous l’autorité de Polybe, que Corbilo était une importante ville de commerce (le mot grec est : emporion, donc emporium en latin) de Gaule et que des gens de Corbilo (des négociants) venaient jusqu'à Narbonne ou Marseille. Il indique en son nom personnel, que Corbilo était autrefois (proteron) sur la Loire, mais que cet emporium n’existe plus de son temps.
Cependant, une étude plus détaillée est nécessaire. Strabon renvoie à un passage d'un livre perdu de l'œuvre de Polybe, historien grec du IIe siècle av. J.-C., qui lui-même renvoie peut-être au navigateur Pythéas (IVe siècle av. J.-C.), mais qui surtout affirme que Scipion a été directement en relation avec des négociants de Corbilo. L'épisode n'est pas clairement contextualisé, mais il semble quasi certain qu'il s'agit de Scipion Emilien, protecteur de Polybe à Rome et non pas d'un des Scipions du IIIe siècle av. J.-C. La rencontre évoquée a dû avoir lieu au cours d'un voyage de Scipion de Rome à Gadès via Marseille, Narbonne et Carthagène, en -151 (retour en -150). On doit remarquer qu'à cette date, il ne s'agit pas à Narbonne de la colonie romaine de Narbo Martius (la Provincia romana de Gaule n'existe pas encore), mais de la ville ibéro-celtique (appelée Narba, Naro) correspondant à l'oppidum de Montlaurès, où était encore utilisée une écriture ibère (et non pas grecque) pour transcrire l'ibère ou le celte. Quant à Corbilo, ce lieu est cité par Polybe parallèlement à Marseille et Narbonne, donc comme un lieu familier. Ce qui est en effet en jeu dans le passage de Polybe, c’est la Bretagne (antique), pays encore très mal connu des Romains au IIe siècle, et en arrière-plan, c'est très certainement l'approvisionnement du monde méditerranéen en étain qui est l'objet de la curiosité de Scipion. Si les négociants de Marseille, Narbonne et Corbilo répondent qu'ils ne savent rien, c'est certainement parce qu'ils ne veulent pas dire ce qu'ils savent, conformément à une attitude traditionnelle des acteurs du commerce de l'étain depuis les Phéniciens. Un peu plus tard, Scipion chargera Polybe d'aller enquêter personnellement sur le sujet, mais celui-ci ne parviendra pas aussi loin que Pythéas.

## Localisations de Corbilo
Le seul élément garanti par Polybe et Strabon est la localisation de Corbilo sur la Loire. Compte tenu de la formulation de Strabon, on a tendance à rechercher des sites dans la zone de l'estuaire, mais des lieux plus en amont sont envisagés. Certains auteurs cependant pensent qu’il ne s’agirait pas d’un lieu précis, mais d’une façon de désigner la zone atlantique du commerce des métaux, toujours dans le but de la maintenir dans une certaine obscurité.
On peut rappeler que le territoire situé au nord de l’estuaire de la Loire (le pays des Vénètes jusqu'à l’époque de César, puis sous l'empire romain pagus des Namnètes, détaché des Vénètes) était assez bien doté sur le plan minier (étain à l’âge du bronze, fer ensuite) et parmi le nombre assez grand de sites proposés, retenir les plus importants :
- Nantes[7]  : le site protohistorique de Nantes devient actif à l'Âge du bronze et est certainement un port actif (voir le port de Nantes). L'identification avec Corbilo est courante, mais pas certaine (il est toujours actif à l'époque de Strabon).
- Le Pouliguen[8] : les éléments de fortification de la pointe de Penchâteau pourraient avoir fait partie du site portuaire de Corbilo.
- Ancenis est proposé par Jean Hiernard[9] qui s'appuie d'une part sur des trouvailles monétaires, d'autre part sur des éléments archéologiques. Un certain nombre de pièces gauloises trouvées dans la région d'Ancenis présentent un type particulier (avers : tête d'Apollon, revers : génie peut-être métallurgiste courant) avec un signe que Jean Hiernard interprète comme une lettre de l'écriture ibère correspondant à KO ; d'autre part les traces de deux digues de bois ont été repérées en 1949 sur la rive sud (commune de Liré), mais l'analyse leur donne une date plus récente.

Autres sites envisagés : Couëron, Le Croisic, Corsept, Méan ou Penhoët à Saint-Nazaire, Montoir-de-Bretagne, Paimbœuf, Cordemais, Rezé et beaucoup plus éloigné : Blois.
A noter que le trait de côtes a considérablement évolué depuis cette époque, et que le site est peut être quelque part sous le marais de Guérande, puisque, selon Strabon la Loire séparait les territoires des Pictons et des Vénètes.(cit. : "la Loire se décharge entre les Pictones et les Namnetes").